# Cyanoporina granulosa
Cyanoporina granulosa är en svampart som beskrevs av Groenh. 1951. Cyanoporina granulosa ingår i släktet Cyanoporina och familjen Pyrenothricaceae.   Inga underarter finns listade i Catalogue of Life.